# Dominique Desanti
Dominique Desanti (geboren als Anne Persky 31. August 1914 in Moskau, Russisches Kaiserreich; gestorben 8. April 2011 in Paris) war eine französische Journalistin und Schriftstellerin.

## Leben
Anne Persky floh mit ihren Eltern 1918 aus Russland und lebte bis 1924 in Berlin und danach in Paris, wo ihr Vater als Rechtsbeistand arbeitete. Sie besuchte das Lycée Molière. Sie begann ein Jurastudium und heiratete 1937 den Philosophen Jean-Toussaint Desanti (1914–2002) und erhielt dadurch die französische Staatsbürgerschaft. Sie arbeitete als Versicherungsangestellte und übersetzte aus verschiedenen Sprachen. In der Zeit der deutschen Besetzung Frankreichs war sie Mitglied der Résistance und trat 1943 dem Parti communiste français (PCF) bei. Ihre jüdischen Eltern wurden in das KZ Auschwitz deportiert und dort ermordet.
Bei Kriegsende arbeitete Desanti als Journalistin und berichtete von der Befreiung des KZ Bergen-Belsen. Für die kommunistische Parteizeitung L'Humanité berichtete sie unter anderem von den Nürnberger Prozessen. Nach der Niederschlagung des Ungarischen Aufstands 1956 verließ sie den PCF.
Desanti erhielt für ihre historische Untersuchung über die utopischen Sozialisten 1972 den Prix Thérouanne der Académie Française und 1983 den Prix Biguet für ihre Biografie über Sacha Guitry.

## Werke (Auswahl)
- mit Charles Haroche: Atombombe oder Atomfriede? Dietz, Berlin 1951
- La colombe vole sans visa. 1951
- Elfenbeinküste. Übersetzung Hans Carle. Rencontre, Lausanne 1962
- Marthe Hanau: la banquière des années folles. Fayard, Paris 1968
- L'internationale communiste. Payot, Paris 1970
- Les Socialistes de l’Utopie. Payot, Paris 1971 (ausgezeichnet mit dem Prix Thérouanne)
- Un métier de chien. Roman. 1971
- Flora Tristan: La Femme révoltée. 1972
- Les Staliniens: une experience politique, 1944–1956. 1975
- Personne ne se ressemble: roman. Flammarion, Paris 1977
- Drieu La Rochelle. Du dandy au nazi. Flammarion, Paris 1978
- mit Karin Müller: Sacha Guitry, itinéraire d'un joueur. Grasset, Paris 1983 (ausgezeichnet mit dem Prix Biguet)
- Sonia Delaunay, magique magicienne. Ramsay, Paris 1988
- Les Années passion. Roman. 1992
- Ce que le siècle m'a dit. Mémoires. Plon, Paris 1997
- Robert Desnos: le roman d'une vie. Mercure de France, Paris 1999
- mit Jean-Toussaint Desanti: La liberté nous aime encore. 2001
- La Sainte et l'Incroyante. 2007
- mit Karin Müller: Les Yeux d'Elsa au siècle d'Aragon. Editions Guéna, Paris 2010